# Euphorbia alata
Euphorbia alata là một loài thực vật có hoa trong họ Đại kích. Loài này được Hook. mô tả khoa học đầu tiên năm 1844.